# Morgea freidbergi
Morgea freidbergi is een vliegensoort uit de familie van de Pallopteridae. De wetenschappelijke naam van de soort is voor het eerst geldig gepubliceerd in 1981 door McAlpine.